# 菱川師興
菱川 師興（ひしかわ もろおき、生年不明 - 安永2年10月19日〈1773年12月2日〉）とは、江戸時代の職人、絵師。

## 来歴
菱川師宣の玄孫で菱川師寿の長男。通称は善次郎。ただし師寿は父親の重嘉と同じく師宣の弟佐次兵衛の家を継ぎ、通称も佐次兵衛と名乗ったが、息子の師興がその名を継がず善次郎と名乗ったのは、或いは他家からの養子だったのではないかともいわれている。安房国保田に住み、師寿の跡を継いで紺屋を家業とした。絵も描いたと伝わるがその作については不明。法名は広見良導信士。
師寿の甥に当たる渋谷玄竜の記した「菱川師宣家譜」によれば師興には跡継ぎが無く、その死後は師寿の次男儀助が家を相続したがこれも跡継ぎが無かったので、他家から養子を迎え相続させることになり、菱川家（師宣の血筋）は絶えたという。